# Myrcia zetekiana
Myrcia zetekiana là một loài thực vật có hoa trong Họ Đào kim nương. Loài này được (Standl.) B.Holst mô tả khoa học đầu tiên năm 2005.